# Iglesia de Nuestra Señora de la Esperanza (Calanda)
La iglesia de Nuestra Señora de la Esperanza de Calanda es una construcción del siglo XVIII, de estilo rococó, que consta de tres naves (elevándose la central sobre las laterales), crucero no acusado en planta y cabecera recta. Está dedicada a la Virgen de la Esperanza.

## Historia
El edificio primigenio era una pequeña iglesia que sirvió desde finales del siglo XIII hasta 1462, año en el que Pedro Vacca, señor de la villa, la reconstruyó y amplió, perteneciendo a la Orden de Calatrava. Sin embargo, con la conversión de los moros en 1525, el edificio terminaría por quedarse pequeño.

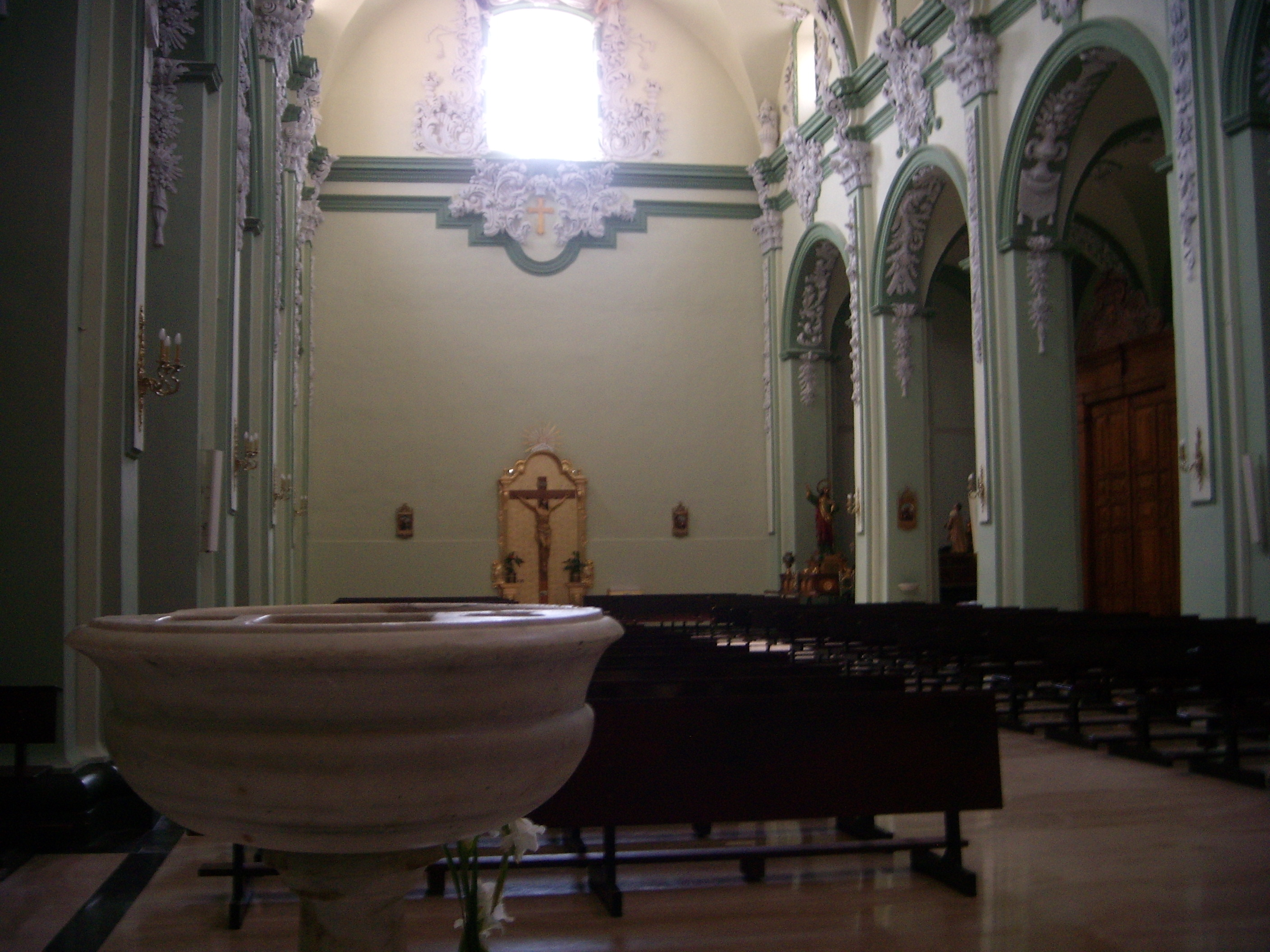
Vista interior desde el altar mayor de la Iglesia de Nuestra Señora de la Esperanza, con la pila bautismal en primer término

Siguiendo las informaciones suministradas por Mosén Vicente Allanegui, la primera piedra del que sería el edificio actual fue colocada el 23 de noviembre de 1643, día de San Clemente papa. La obra se terminó en 1651, y se construyó toda con madera de los montes de Calanda, aunque su vida fue efímera al amenazar ruina en 1720, trasladándose la parroquia al Templo del Pilar; sobre esta base vendrían las posteriores modificaciones que darían forma al edificio actual. La obra costó más de 100.000 reales de plata.
Tal y como explica el padre Manuel García Miralles, fue el interés de los habitantes de Calanda lo que posibilitó en buena medida este gran trabajo colectivo, sobre todo en lo que a decoración interior se refiere, empezando por el gran altar mayor, de considerable interés escultórico: 
"Enardecidos de fervor religioso los calandinos, a sus expensas se fueron colocando el retablo del altar mayor, de tres cuerpos, dorado, lo mismo que el tabernáculo, con ornato de columnas y estatuas. En su ornacina central estaba la imagen de Nuestra Señora de la Esperanza, titular de la parroquia, y en lo cimero la de San Miguel, cotitular. En sus laterales las de San Pedro y San Pablo, los cuatro evangelistas, San Leoncio y San Nicolás, obispos".

### 1936-1939: Profanación de la Iglesia durante la guerra civil española

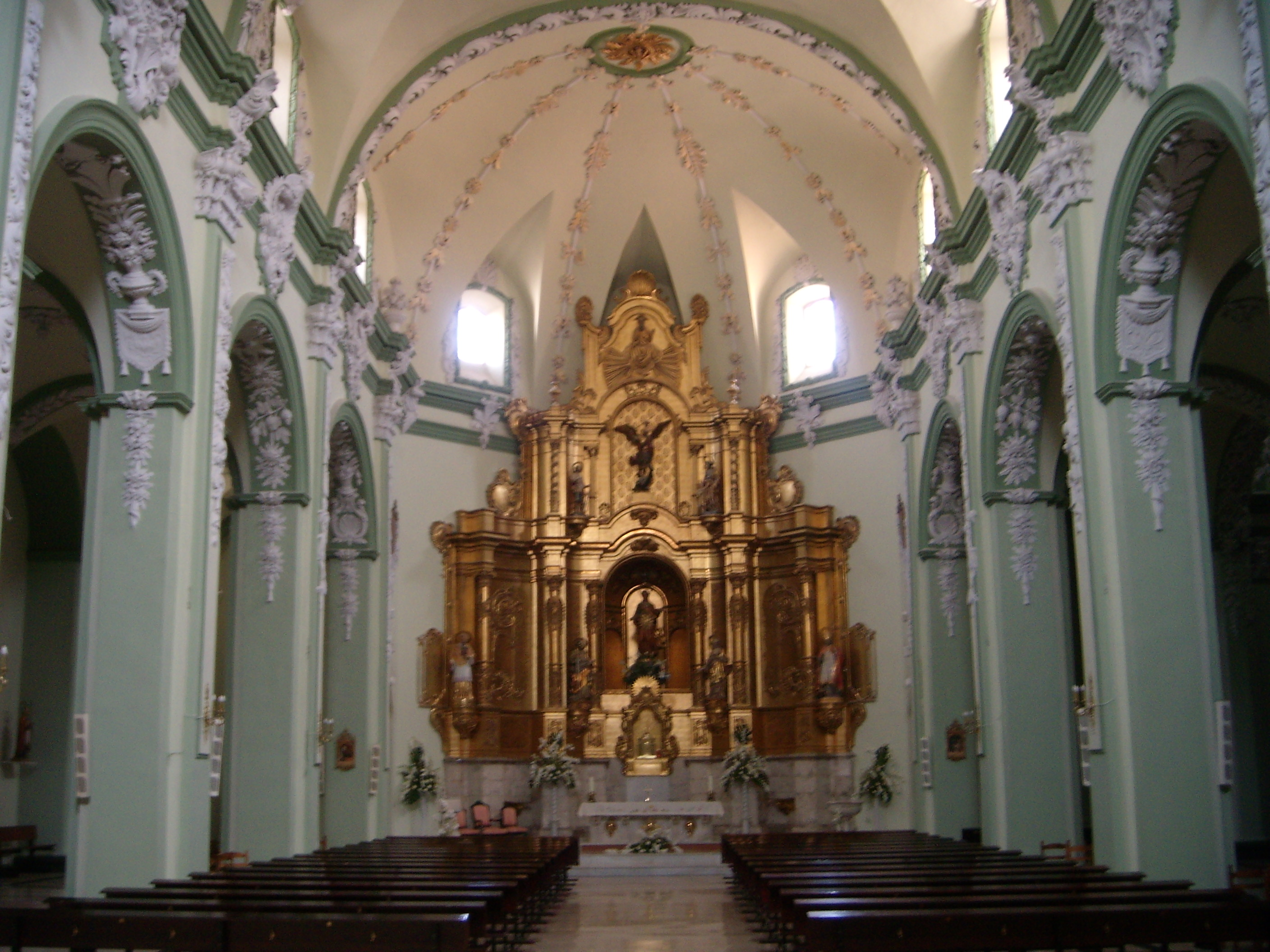
Nave central

Tal y como ocurrió con el vecino Templo del Pilar, el edificio sufriría grandes pérdidas durante la guerra civil española, siendo destruidos sus retablos en 1936 por las milicias republicanas. La profanada iglesia pasó a ser improvisado garaje de vehículos. 
Lo que hoy puede verse del edificio no es sino una sombra de su pasado esplendor.